# Fromental Halévy
Jacques-François-Fromental-Élie Halévy (n. 27 mai 1799, Paris, Île-de-France, Franța – d. 17 martie 1862, Nisa, Franța) a fost un compozitor francez.
Cea mai cunoscută operă a sa este La Juive ("Evreica").

## Biografie
S-a născut într-o familie de evrei.
La nouă sau la zece ani, după alte surse, intră la Conservatorul din Paris, unde este remarcat de compozitorul Luigi Cherubini.
În 1819 obține bursa "Prix de Rome".
După încheierea studiile, devine conducătorul corului teatrului parizian Comédie-Italienne.
Apoi intră ca profesor la Conservator și are studenți valoroși ca: Georges Bizet, Camille Saint-Saëns, Antoine François Marmontel.
În 1836 a fost admis ca membru al Institut de France.

## Opera
- L'Artisan (1827);
- Le Roi et le batelier (1827);
- Clari (1828), (în italiană); succes modest, deși a avut în rolul principal pe Maria Malibran;
- Le dilettante d'Avignon (1829);
- Attendre et courir (1830);
- La Langue musicale (1830);
- La tentation (1832)
- Les Souvenirs de Lafleur (1833);
- Ludovic (opera)|Ludovic (1833), completare a unei lucrări lăsate nefinalizată de Ferdinand Hérold;
- La Juive (1835), primul său succes;
- L'éclair (1835), de asemenea un succes și în aceeași stagiune;
- Guido et Ginevra (1838);
- Les Treize (1839);
- Le shérif (1839), apreciată de Hector Berlioz;
- Le Drapier (1839);
- Le Guitarréro (1841);
- La reine de Chypre (1841), apreciată de Richard Wagner
- Charles VI (1843);
- Le lazzarone, ou Le bien vient en dormant (1844);
- Les Mousquetaires de la reine (1846);
- Les Premiers pas (1847);
- Le val d'Andorre (1848);
- La Fée aux roses (1849);
- La Tempesta (1850), (în italiană) după Furtuna lui Shakespeare;
- La Dame de pique (1850), după romanul omonim al lui Aleksandr Pușkin;
- Le Juif errant (1852), după romanul lui Eugène Sue
- Le nabab (1853);
- Jaguarita l'Indienne (1855);
- L'Inconsolable (1855);
- Valentine d'Aubigny (1856);
- La magicienne (1858);
- Noé (1858–1862), rămasă nefinalizată și continuată de Georges Bizet.